# Gone Troppo
Gone Troppo (englisch sinngemäß für „Verrückt geworden“) ist das achte Solo-Studioalbum von George Harrison nach der Trennung der Beatles. Gleichzeitig ist es einschließlich der beiden Instrumentalalben aus den 1960er Jahren, der Studioalben, des Kompilationsalbums und des Livealbums das insgesamt zwölfte Album Harrisons. Es wurde am 5. November 1982 in Großbritannien und am 8. November 1982 in den USA veröffentlicht.

## Entstehungsgeschichte
George Harrison veröffentlichte im Folgejahr nach seinem letzten Album Somewhere in England mit Gone Troppo sein kommerziell erfolglosestes Studioalbum. Weder Harrison noch seine Schallplattenfirma Warner Brothers waren bereit, für das Album Promotionarbeit zu machen, was sicherlich ein Grund für die schlechten Verkäufe des Albums war. George Harrison zog sich nach dem Tod von John Lennon aus der Öffentlichkeit zurück, sicherte sein Anwesen, den Friar Park, und erwarb neben seinem Feriendomizil in Nahiku auf Maui, Hawaii, ein weiteres Feriendomizil auf Hamilton Island vor der Küste von Queensland, Australien, wo er den Song Gone Troppo schrieb. Die ersten Zeilen fassten seine Zufriedenheit zusammen, von der Zivilisation entfernt zu sein und behandelt die Annehmlichkeiten eines Aufenthalts im Süden. In 2007 sagte Olivia Harrison dazu: "George war immer auf der Suche nach so weit wie möglich (entfernt zu sein). Wir fanden Hawaii und bauten dort ein Haus. Aber er wollte weitermachen. Wir gingen nach Tasmanien, Neuseeland, Australien. Ich hatte das Gefühl, dass er den Planeten ausreizte und nach Einsamkeit suchte. Es ging darum, wie weit kann ich wegkommen?"
Der Albumtitel Gone Troppo ist australische Umgangssprache und bedeutet „verrückt geworden“. Als Koproduzent war neben Ray Cooper, der schon beim letzten Album mitwirkte, auch Phil McDonald, ein ehemaliger Toningenieur der Beatles, dabei. Die Daten der Aufnahmen der einzelnen Songs sind nicht dokumentiert; die Aufnahmen für das gesamte Album entstanden zwischen dem 5. Mai und dem 27. August 1982, lediglich die Lieder Circles und Dream Away wurden vorher aufgenommen.
Die Lieder That’s the Way It Goes, Mystical One und Circles spiegeln philosophische Ansichten des Interpreten wider. Der letzte Titel ist ein nicht veröffentlichtes Beatles-Lied, das Harrison erneut aufnahm. Die ursprüngliche Version wurde während der Vorbereitung für das Album The Beatles im Mai 1968 im Haus von George Harrison (Kinfauns) aufgenommen und erschien erst im November 2018 auf dem wiederveröffentlichten Album The Beatles. Wie schon auf den Alben Thirty Three & 1/3 und Somewhere in England nahm George Harrison mit I Really Love You eine Coverversion auf, das Original wurde von den Stereos im Jahr 1961 veröffentlicht. Greece ist ein überwiegend instrumentales Lied, das im Text u. a. den Weg nach Griechenland beschreibt. 
Dream Away ist ein Lied des Soundtracks des Spielfilms Time Bandits, der von George Harrisons Firma HandMade Films produziert wurde. Ein Soundtrackalbum wurde nicht veröffentlicht. Die restlichen Titel Wake Up My Love und Unknown Delight sind Liebeslieder für Gott (Krishna). Baby Don’t Run Away ist hingegen eine Liebesgeschichte auf weltlicher Ebene.

## Covergestaltung
Das Cover wurde von „Legs“ Larry Smith (Bonzo Dog Doo-Dah Band) entworfen und lässt auf den ersten Blick weder den Interpreten noch den Titel des Albums erkennen. Auf dem Innencover des Schallplattencovers, beziehungsweise dem auffaltbaren CD-Begleitheft wird in allen Einzelheiten beschrieben, wie Zement hergestellt wird. Die Fotos stammen von Terry O’Neill.

## Titelliste
Alle Titel wurden von George Harrison geschrieben, soweit nicht anders vermerkt.
Seite Eins
1. Wake Up My Love – 3:34
2. That’s the Way It Goes – 3:34
3. I Really Love You (Leroy Swearingen) – 2:54
4. Greece – 3:58
5. Gone Troppo – 4:25

Seite Zwei
1. Mystical One – 3:42
2. Unknown Delight – 4:16
3. Baby Don’t Run Away – 4:01
4. Dream Away – 4:29
5. Circles – 3:46

- Bonustitel (2004)

1. Mystical One (Demo Version) – 6:02

## Wiederveröffentlichungen
- Die Erstveröffentlichung im CD-Format erfolgte im Juni 1991 ohne Bonustitel. Der CD liegt ein dreifach aufklappbares bebildertes Begleitblatt bei, das Informationen zu den Liedern und die Liedtexte beinhaltet.[4]
- Im März 2004 erschien das Album in einer remasterten Version als CD bei der EMI mit dem Bonustitel Mystical One (Demo Version). Das Remastering erfolgte von Simon Heyworth und John Etchells in den Super Audio Mastering Studios in Devon. Das CD-Album hat ein Plastikcover, dem ein dreifach aufklappbarer bebilderter Begleitbogen beigegelegt ist, das Informationen zu den Liedern und die Liedtexte beinhaltet. Das Design stammt von Drew Lorimer.[5]
- Seit Oktober 2007 ist das Album George Harrison auch als Download bei iTunes erhältlich.

## Single-Auskopplungen

### Wake Up My Love
Die erste Singleauskopplung Wake Up My Love / Greece erschien am 29. Oktober 1982 in Großbritannien und am 1. November 1982 in den USA.
Die Promotionsingle wurde in den USA wie folgt veröffentlicht: auf der A-Seite befindet sich die Mono-Version und auf der B-Seite die Stereo-Version der A-Seite der Kaufsingle, weiterhin wurde eine 12″-Vinyl-Promotionsingle veröffentlicht.

### I Really Love You
Die zweite Single I Really Love You / Circles erschien am 7. Februar 1983 in den USA und Deutschland/Niederlande, in Großbritannien wurde sie nicht veröffentlicht.
Die Promotionsingle wurde in den USA wie folgt veröffentlicht: auf der A-Seite befindet sich die Mono-Version und auf der B-Seite die Stereo-Version der A-Seite der Kaufsingle.

### Dream Away
In Japan erschien als zweite Singleauskopplung im Februar 1983 Dream Away / Unknown Delight.

## Chartplatzierungen
Album
| ChartsChartplatzierungen       | Höchstplatzierung | Wochen |
| ------------------------------ | ----------------- | ------ |
| Vereinigte Staaten (Billboard) | 108 (7 Wo.)       | 7      |

Singles

| Jahr | Titel           | Höchstplatzierung, Gesamtwochen, AuszeichnungChartsChartplatzierungen (Jahr, Titel, , Platzierungen, Wochen, Auszeichnungen, Anmerkungen) | Anmerkungen                            |
| Jahr | Titel           | US | Anmerkungen                            |
| ---- | --------------- | --- | -------------------------------------- |
| 1982 | Wake Up My Love | US53 (5 Wo.)US | Erstveröffentlichung: 27. Oktober 1982 |